# Quzhou
För andra betydelser, se Quzhou (olika betydelser).
Quzhou, även känd som Chuhsien  (kinesiska: 衢縣?, pinyin: Qú xiàn) eller Chüchow, är en stad på prefekturnivå i Zhejiang-provinsen i östra Kina. Den ligger omkring 190 kilometer sydväst om provinshuvudstaden Hangzhou.
Centrala Quzhou hade 145 608 invånare vid folkräkningen år 2000, med totalt 2,1 miljoner invånare i hela det område, som staden omfattar. Qiantangfloden, lokalt även kallad Qufloden, flyter igenom centrala Quzhou på sin väg mot Hangzhoubukten vid Östkinesiska havet.
30 km nordost om Quzhou  hittades 1992 Longyougrottorna.

## Administrativ indelning
Quzhou omfattar två stadsdistrikt, en stad på häradsnivå samt tre häraden.
| Område               | Kinesiska (Hanzi) | Areal (km²) | Invånarantal 1 november 2000 |
| Stadsdistrikt        |                   |             |                              |
| -------------------- | ----------------- | ----------- | ---------------------------- |
| Kecheng              | 柯城              | 609         | 286 271                      |
| Qujiang              | 衢江              | 1 748       | 464 128                      |
| Städer på häradsnivå |                   |             |                              |
| Jiangshan            | 江山              | 2 018       | 473 222                      |
| Häraden              |                   |             |                              |
| Changshan            | 常山              | 1 099       | 265 467                      |
| Kaihua               | 开化              | 2 224       | 271 611                      |
| Longyou              | 龙游              | 1 139       | 368 157                      |
| TOTALT               |                   | 8 837       | 2 128 856                    |

Quzhous båda stadsdistrikt hade tillsammans 750 399 invånare år 2000 på en yta av 2 357 kvadratkilometer.

### Orter
Den stadsprefektur som Quzhou administrerar omfattar inte enbart centrala Quzhou med närmaste omgivning, utan även ett antal andra orter. Centrala Quzhou är indelad i sex gatuområden (jiedao) med totalt 145 608 invånare år 2000.

#### Orter med över 50000 invånare
| Ort     | Invånarantal 1 november 2000 |
| ------- | ---------------------------- |
| Quzhou  | 145 608                      |
| Xujiang | 92 898                       |
| Longyou | 79 640                       |
| Huzhen  | 54 508                       |
| Kaihua  | 51 005                       |

## Klimat
Genomsnittlig årsnederbörd är 2 542 millimeter. Den regnigaste månaden är juni, med i genomsnitt 518 mm nederbörd, och den torraste är oktober, med 41 mm nederbörd.